# Délégation apostolique de Bénévent

La délégation apostolique de Bénévent est une subdivision administrative de l'État pontifical qui fut instituée dès 1816 par un motu proprio du pape Pie VII.

## Historique
La délégation était issue de la principauté de Bénévent, un petit État formellement indépendant institué par Napoléon en 1806 et rétrocédé aux États pontificaux en 1815, constituant donc une enclave pontificale sur le territoire du royaume des Deux-Siciles (Principauté ultérieure).
Située en Campanie à une cinquantaine de kilomètres au nord-est de Naples, elle était formée des communes de Bénévent, Bagnara, Montorsi, hameau de Perrillo, Sant'Angelo a Cupolo (avec Motta, Panelli et Sciarra), San Leucio (avec Maccabei) et le hameau de San Marco ai Monti.
C’était une délégation de 3e classe qui, à la suite de la réforme administrative de Pie IX du 22 novembre 1850, s’inséra dans la légation de Maritime et Campagne (it) (IV Légation). Après l’Unité italienne, elle devient le principal centre de la nouvelle province de Bénévent.
Vincenzo Gioacchino Pecci, futur pape Léon XIII, en fut nommé assez jeune (il avait 27 ans) délégué, c'est-à-dire une charge de préfet représentant du pape Grégoire XVI, de 1837 à 1840, mettant fin à des brigandages.

## Source de traduction
- (it) Cet article est partiellement ou en totalité issu de l’article de Wikipédia en italien intitulé « Delegazione apostolica di Benevento » (voir la liste des auteurs) le 17/07/2012.